# إي بيونغ هن
إي بيونغ هُن (14 أكتوبر 1944) مخرج ومنتج مقر إم بي سي من كوريا الجنوبية. أشتهر باخراج الدراما التاريخيه هور جون ، التاجر، دونغ يي، يي سان ، زهور السجن، خصوصًا الدراما الشهيرة جوهرة القصر التي أكتسحت شعبية عالمية.

## روابط خارجية
- Lee Byung-hoon في هانسينما
- إي بيونغ هن على موقع IMDb (الإنجليزية)
- إي بيونغ هن على موقع قاعدة بيانات الفيلم (الإنجليزية)
- إي بيونغ هن على موقع كينوبويسك (الروسية)